# Condylostylus costalis
Condylostylus costalis är en tvåvingeart som först beskrevs av Aldrich 1904.  Condylostylus costalis ingår i släktet Condylostylus och familjen styltflugor.
Artens utbredningsområde är Florida. Inga underarter finns listade i Catalogue of Life.